# Toe stand

Toe stand

Il toe stand è un passo di danza moderna che consiste nello stare fermi sulle punte dei piedi in più varianti; è una rivisitazione moderna del passo en pointe (generalmente utilizzato dai ballerini di danza classica, tanto da esser diventato negli anni uno stereotipo di questo genere), reinventato in chiave moderna dai ballerini di tip-tap.

## Descrizione

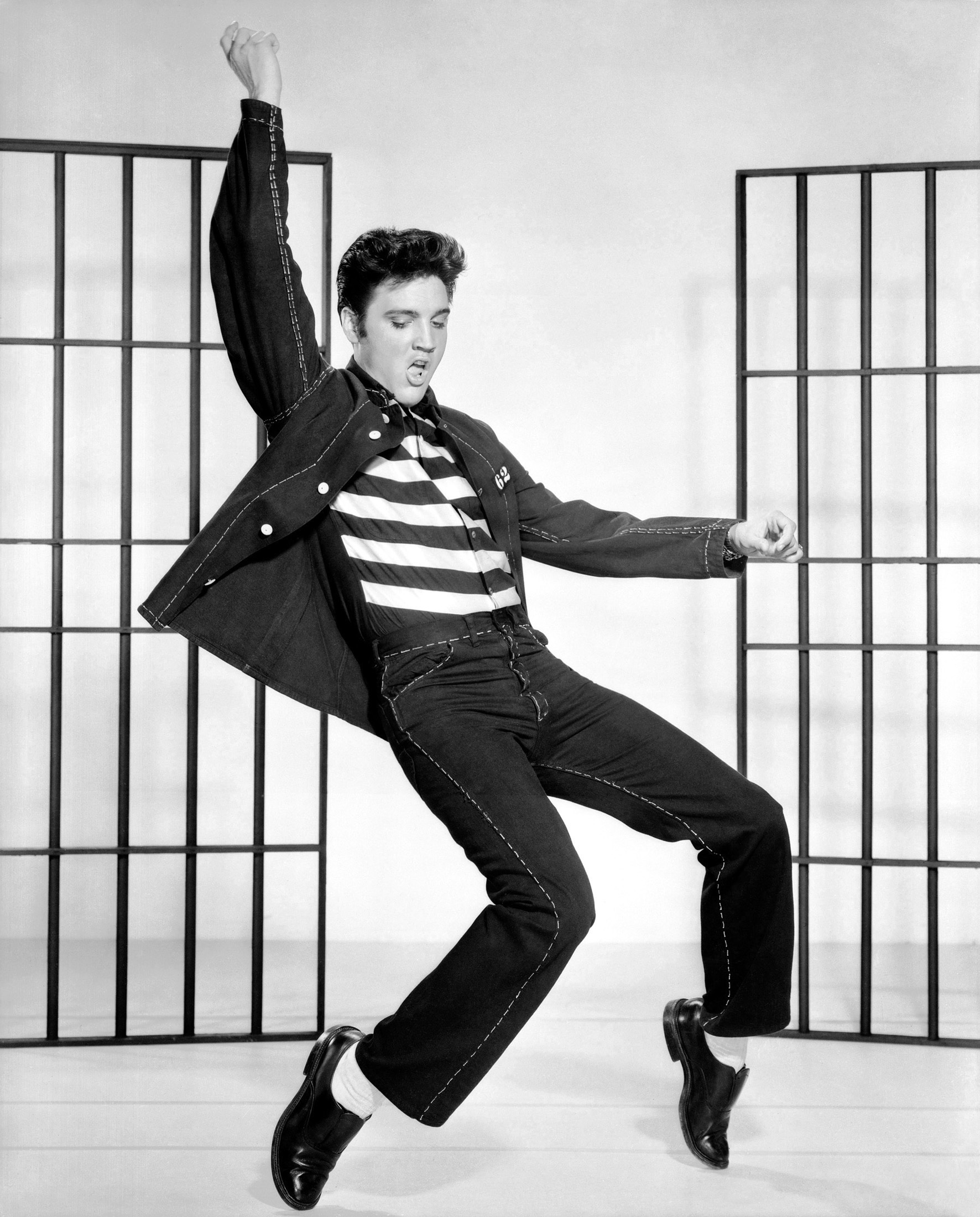
Elvis Presley interpreta il toe stand nel brano Jailhouse Rock.

Si esegue questo passo quando ci si alza sulle punte dei piedi (dall'inglese "toe" cioè dito del piede e "stand" stare in piedi); Tra gli artisti più famosi del XX e XXI secolo a rendere famoso questo passo ci furono il Re del Rock, Elvis Presley e il Re del Pop, Michael Jackson. Presley lo rese iconico in un'esibizione nel suo film di successo Il delinquente del rock and roll (Jailhouse Rock) del 1957, mentre Michael Jackson lo rese celebre quando lo propose al pubblico durante la sua prima esibizione dal vivo della canzone Billie Jean durante lo special televisivo statunitense, Motown 25 nel 1983, al punto che l'artista lo utilizzerà negli anni seguenti come suo logo personale. Il toe stand di Jackson faceva parte del suo moonwalk: il cantante lo eseguiva alla fine di questo passo che era l'emblema di Billie Jean, suo singolo di successo.
La differenza sostanziale tra le due versioni del passo proposte dai due artisti stava nel fatto che per Elvis finire sulle punte dei piedi era una progressione naturale del forzare i fianchi in avanti e il peso indietro, da cui poteva fluire fuori dalla posizione, mentre Jackson, al contrario, tentava di ergersi sulle punte il più a lungo possibile in modo da rendere il passo ancora più iconico.

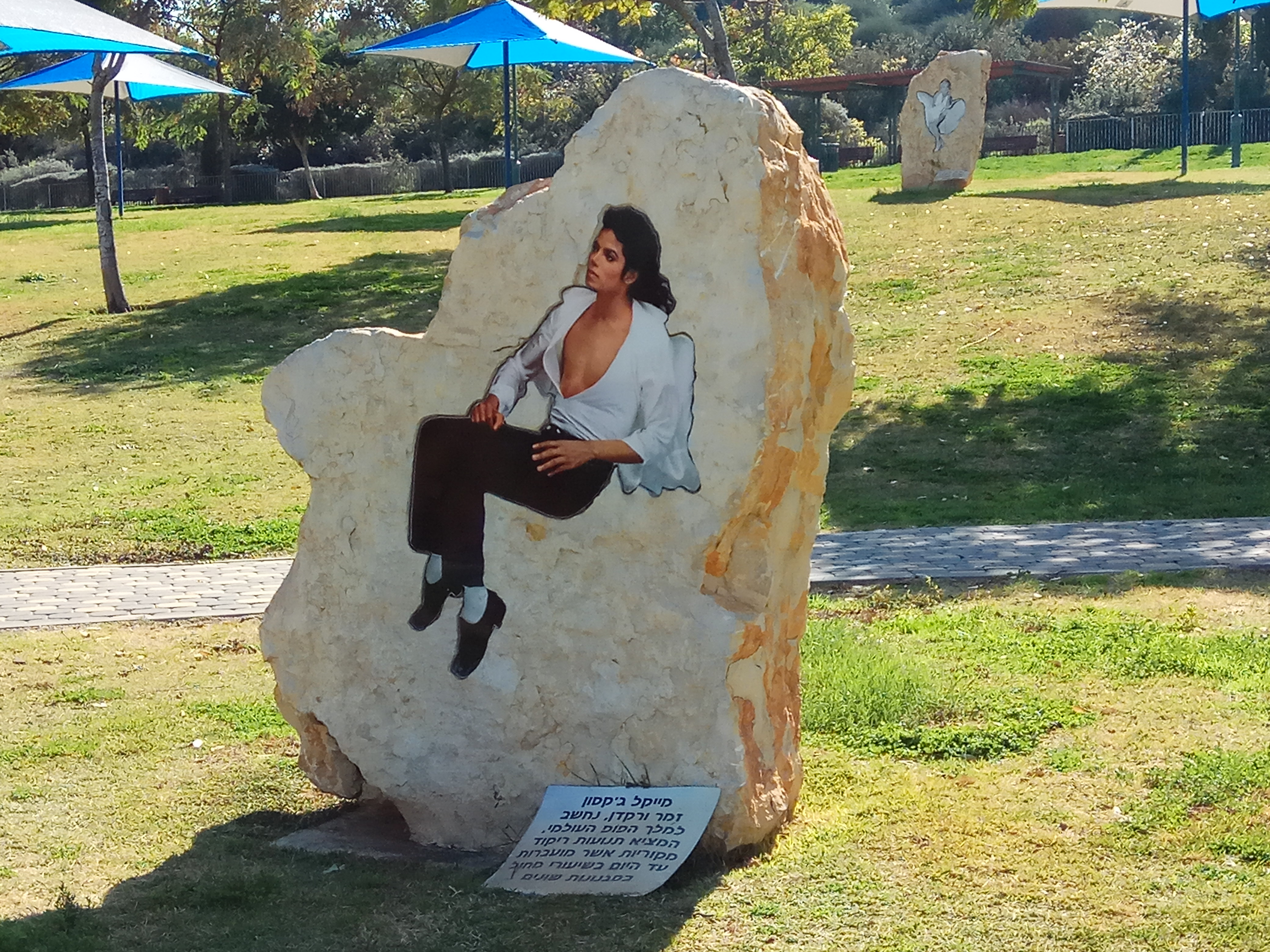
Una rappresentazione artistica dell'iconico passo di Michael Jackson.

Il tentare di mantenere la posizione sulle punte così a lungo, senza utilizzare scarpe speciali come fanno le ballerine di danza classica, non era facile, al punto che Jackson, un perfezionista per sua stessa ammissione, si disse più volte insoddisfatto della sua prima performance di Billie Jean, dove non riuscì a mantenersi sulle punte molto a lungo, al punto da portarlo alle lacrime alla fine dell'iconica esibizione. Fu solo il giorno dopo, quando il ballerino Fred Astaire, uno dei suoi miti, lo chiamò al telefono per congratularsi con lui della sua storica performance televisiva, che Jackson si ricredette. Jackson continuerà ad utilizzare l'iconico passo anche durante altre esibizioni dal vivo di Billie Jean e anche improvvisandolo su altre canzoni, come durante alcune esibizioni live della canzone Bad durante il Bad World Tour (1987-'89), dove spesso si ergeva sulle punte mentre afferrava l'asta del microfono (come è possibile vedere anche in una scena del videoclip di Dirty Diana del 1988), o durante quelle di Jam nel Dangerous World Tour (1992-'93).